# Yūki Kaji
Yūki Kaji (梶 裕貴, Kaji Yūki), né le 3 septembre 1985 à Tokyo au Japon, est un seiyū et chanteur japonais. Il est plus particulièrement connu pour les rôles d'Eren Jäger dans L'Attaque des Titans, d'Alibaba Saluja dans Magi, Ayato Kirishima dans Tokyo Ghoul et Meliodas dans Seven Deadly Sins ainsi que de Shoto Todoroki dans My Hero Academia. Il double également dans Haikyû!! en incarnant Kenma Kozume.

## Rôles

### Anime
2006
- Host Club : Chikage Ukyo
- Shōnen onmyōji : Ayakashi, Kota

2007
- Ken - Fist of the Blue Sky : Tài-Yán jeune
- Kilari : Takashi Tsukishima
- Night Wizard the Animation : Longinus
- Over Drive (manga) : Mikoto Shinozaki
- Potemayo : Garçon A
- Pururun! Shizuku-chan : Umihiko

2008
- Black Butler : Finnian
- Inazuma Eleven : Ichinose Kazuya
- Stitch ! : Tonbo
- Yozakura Quartet : Akina Hiizumi

2009
- Fairy Tail : Lyon Vastia
- Inazuma Eleven : Fudō Akio
- Miracle Train - Ōedo-sen e Yōkoso : Iku Shiodome

2010
- Bakugan Battle Brawlers : Gus Grav
- Black Butler II : Finnian
- Durarara!! : Walker Yumasaki
- Ōkami-san to Shichinin no Nakamatachi : Saburō Nekomiya
- Ōkiku Furikabutte : Shun Abe
- Otome Yōkai Zakuro : Ganryu Hanakiri
- SD Gundam Sangokuden Brave Battle Warriors : Liu Bei (Ryū Bi) Gundam
- Star Driver : Takeo Takumi / Sword Star

2011
- Blue Exorcist : Konekomaru Miwa
- C³ : Haruaki Yachi
- Danball Senki : Haibara Yūya
- Deadman Wonderland : Yō Takami
- Guilty Crown : Shu Ouma
- Hanasaku Iroha : Kōichi Tanemura
- Inazuma Eleven GO : Sakisaka Satoru, Minamisawa Atsushi
- Kimi to Boku : Akira
- No. 6 : Shion
- Ro-Kyu-Bu! : Subaru Hasegawa
- Shakugan no Shana : SouthValley
- Un-Go : romancier

2012
- Accel World : Haruyuki Arita
- Aquarion Evol : Amata Sora
- Bakuman. 3 : Kosugi
- Danshi kōkōsei no nichijō : Glasses
- Danball Senki W : Haibara Yūya
- Shinsekai Yori : Satoru Asahina
- High School DxD : Issei Hyōdō
- Inazuma Eleven GO: Chrono Stone : Okita Souji
- Ixion Saga DT : Variation
- K : Totsuka Tatara
- Kimi to Boku 2 : Akira
- Kono Danshi, Ningyo Hiroimashita : Kawauchi Shima
- Lupin the Third: The Woman Called Fujiko Mine : Oscar
- Magi : Alibaba Saluja
- Mysterious Girlfriend X : Kōhei Ueno
- Pokémon : Virgil
- Say I Love You : Kakeru Hayakawa
- The Civilization Blaster : Megumu Hanemura

2013
- L'Attaque des Titans : Eren Jäger
- Maoyu : Blonde Hair Student (Ep.2)
- The "Hentai" Prince and the Stony Cat. : Yōto Yokodera
- Valvrave the Liberator : Q-vier
- Diabolik Lovers : Kanato Sakamaki
- High School DxD New : Issei Hyōdō
- Brothers Conflict : Asahina Wataru
- Ro-Kyu-Bu! : Subaru Hasegawa
- Blood Lad : Knell Hydra
- Pokémon XY : Lem
- Magi : Alibaba Saluja
- Unbreakable Machine-Doll : Felix Kingsfort

2014
- Ace of Diamond : Mei Narumiya
- Barakamon : Kousuke Kanzaki
- Black Bullet : Rentarō Satomi
- Black Butler: Book of Circus : Finnian
- Blue Spring Ride : Kou Mabuchi
- Buddy Complex (en) : Fromm Vantarhei
- Detective Conan : Yoshifumi Ito ep.733
- Fairy Tail : Lyon Bastia
- Haikyū!! : Kozume Kenma
- Hōzuki no reitetsu : Yoshitsune Minamoto
- Kamigami no Asobi : Anubis Ma'at
- Minna Atsumare! Falcom Gakuen : Adol Christin
- My hero Academia :Shoto Todoroki
- Nisekoi : Shū Maiko
- Nobunaga Concerto : Oda Nobunaga
- Nobunaga the Fool : Toyotomi Hideyoshi
- Noragami : Yukine
- Norn9 : Kakeru Yuiga
- Seven Deadly Sins : Meliodas et Zeldris
- Shigatsu wa Kimi no Uso : Takeshi Aiza
- Space Dandy : Prince ep.7
- Strike the Blood : Kou Amazuka ep.20
- Tokyo Ghoul : Ayato Kirishima
- World Trigger : Osamu Mikumo
- Your Lie in April : Takeshi Aiza
- Zephyr : Meisa

2015
- High School DxD BorN
- Koutetsujou no Kabaneri : Takumi
- Noragami Aragoto : Yukine
- My Hero Academia : Shoto Todoroki
- One Punch Man : Sonic
- Pokémon : un des deux cœurs de Zygarde (Z1 ou Pouic)
- The Heroic Legend of Arslan : Hilmes (masque d'argent)

2016
- Jojo's Bizarre Adventure 'Diamond is Unbreakable' : Koichi Hirose
- Ace Attorney / Gyakuten Saiban: Sono “Shinjitsu”, Igiari! : Phoenix Wright

- Koutetsujou no Kabaneri : Takumi

- SERVAMP : Sleepy Ash / Kuro
- Fugiken na Mononokean : Hanae Ashiya
- Occultic Nine : Gamon Yûta
- The Heroic Legend of Arslan : Hilmes (masque d'argent)
- Kiznaiver : Katsuhira Agata
- Bananya

2017
- Blue Exorcist - Kyoto Saga : Konekomaru Miwa
- Shoujo Shuumatsu Ryokou : Machine Autonome ep.09
- L'Attaque des Titans : Eren Jäger
- Shokugeki no soma : Terunori Kuga
- Captain Tsubasa - Dream Team : Natureza

2018
- Seven Deadly Sins  : Meliodas
- Hakata Tonkotsu Ramens : Lin Xianming
- High School DxD HERO : Issei Hyodo
- Karakai Jouzou no Takagi-san : Nishikata
- Yu Gi Oh Vrains: Takeru Himura/Soulburner
- B: The beginning : Koku
- Otaku Otaku : Naoya Nifuji
- Jojo's Bizarre Adventure 'Golden Wind' : Koichi Hirose
- Saiki Kusuo no Psi nan: Akechi Touma
- Lord of Vermilion: Kamina Chihiro
- Inazuma Eleven: Outer Code: Fudō Akio
- Inazuma Eleven: Ares no Tenbin : Kozoumaru Sasuke/Fudō Akio
- Inazuma Eleven: Orion no Kokuin : Kozoumaru Sasuke/Fudō Akio
- Fairy Tail : Lyon Bastia
- Maquia : Krim

2019
- One Punch Man : Sonic
- L'Attaque des Titans : Eren Jäger
- Psycho-Pass 3 : Arata Shindo
- Seven Deadly Sins : The Wrath Of The God :Méliodas
- My Hero Academia : Shoto Todoroki
- Shokugeki no soma : Terunori Kuga
- Karakai Jouzou no Takagi-san 2 : Nishikata
- Demon Slayer: Kimetsu no Yaiba : Sabito
- Seven Deadly Sins : Méliodas
- Ace of Diamond Act 2 : Mei Narumiya
- Ahiru no sora : Sora Kurumatani
- Tenki no ko  : Takai

2020
- Uchimata ?! Have you seen my Tama ? : Nora
- L'Attaque des Titans : Eren Jäger
- Psycho-Pass 3: First Inspector : Arata Shindo
- Shironeko Project Zero Chronicle : Prince des Ténèbres

- Dragon Quest : La quête de Daï : Hyunckel

2022
- L'Attaque des Titans : Eren Jäger
- My Hero Academia : Shoto Todoroki
- Urusei Yatsura (2022) : Tobimaro Mizunokôji

2023
- Bungou stray Dogs saison 4 : Saigiku Jono
- L'Attaque des Titans : Eren Jäger
- Tokyo Revengers : Izana Kurokawa
- Mashle : Rayne Ames

### Jeux vidéo
- 2009 : Inazuma Eleven 2 : Kazuya Ichinose
- 2009 : Final Fantasy XIII : Hope Estheim
- 2010 : Inazuma Eleven 3 : Acala
- 2011 : Final Fantasy Type-0 : Ace
- 2011 : Final Fantasy XIII-2 : Hope Estheim
- 2013 : JoJo’s Bizarre Adventure: All-Star Battle : Johnny Joestar
- 2013 : Lightning Returns: Final Fantasy XIII : Hope Estheim / Bhunivelze
- 2014 : Hyrule Warriors : Link
- 2015 : JoJo’s Bizarre Adventure: Eyes of Heaven : Johnny Joestar
- 2015 : Fire Emblem Fates : Takumi
- 2016 : Collar X Malice : Okazaki Kei
- 2017 : Fire Emblem Heroes : Takumi
- 2017 : Fire Emblem Warriors : Takumi
- 2018 : Super Smash Bros. Ultimate : Héros de Dragon Quest VIII
- 2020 : Death Come True : le concierge d'hôtel
- 2020 : Arknights : Ayerscarpe
- 2020 : Tears of Themis : Luke Pearce
- 2022 : JoJo’s Bizarre Adventure: All-Star Battle R : Johnny Joestar